# Noors mos
Noors mos (Oligotrichum hercynicum) is een soort uit de haarmosfamilie (Polytrichaceae). In Europa is het de enige voorkomende soort van het geslacht Oligotrichum.

## Determinatie
Noors mos vormt losse zoden met geelgroene tot groene aanblik en een hoogte tot ± 2 cm. De bladeren van de stijve stengels zijn schubvormig aan de onderkant, geleidelijk groter naar boven toe en ongeveer 3 tot 4 mm lang, lancetvormig, ongekarteld, nauwelijks schedevormig aan de basis, vochtig rechtopstaand en naar binnen gebogen, droog liggend en bijna haakvormig gekromd. De bladranden zijn aan de onderkant vlak en zwak getand, naar de punt toe gebogen en ver uit elkaar gekarteld gezaagd. De bladnerf steekt uit als een kleine stekelpunt uit de bladtop. Aan beide zijden is deze bezet met gekronkelde en getande lamellen: aan de bovenkant (ventrale zijde) tot 12 lamellen, die tot 12 cellen hoog zijn; aan de onderkant (dorsale zijde) 2 tot 4 lamellen, deze zijn slechts enkele cellen hoog. De dikwandige bladcellen zijn aan de basis kort rechthoekig, in het bovenste deel van het blad rond-kwartierkantig, vaak iets breder dan lang en ongeveer 14 µm groot.
De soort is tweehuizig. Sporendozen worden niet zelden gevormd. De seta is tot 3 cm lang en draagt de iets schuine tot rechtopstaande capsule. Deze is onder de mond ingesnoerd, in verse toestand rond, droog lengte-gespleten. De capsulekap is kegelvormig toegespitst tot kort gesnaveld, de calyptra is kapvormig en bezet met enkele rechtopstaande haren. Sporen zijn 10 tot 15 µm groot, geelgroen en glad. De sporenrijptijd is in de zomer.

## Ecologie
Noors mos is een zeldzame pionier op open plekken op leem of lemig zand. Hier verkeert het mos vaak in gezelschap van andere soorten uit de haarmosfamilie, onder meer van het geslacht viltmuts. Aan concurrentie met vaatplanten gaan de plantjes al snel ten onder. Het groeit graag op terreinen waar voldoende dynamiek heerst. Zo is Noors mos vaak aanwezig op militaire oefenterreinen, op recreatief druk bezochte heideterreinen, op bospaden en soms op lemig zand in uitgestoven laagten in stuifzanden.

## Verspreiding
Het is in de eerste plaats een soort van de bergen en komt verspreid tot wijdverspreid voor van lage bergketens tot alpiene gebieden, in Europa, vooral in Noord-Europa en in de Alpen. In sommige gevallen komen echter ook waarnemingen voor in laaggelegen gebieden, zoals in de Noord-Duitse Laagvlakte. Wereldwijd zijn er vondsten uit Europa, IJsland, Groenland en Noord-Amerika bekend.
Noors mos is in Nederland zeldzaam. Het staat niet op de Nederlandse Rode Lijst en is niet bedreigd. De Nederlandse verspreiding heeft drie zwaartepunten: Drenthe, de Veluwezoom en Noord-Brabant. Enkele kleinere populaties bevinden zich op de Sallandse heuvelrug en de Utrechtse heuvelrug en in de Meinweg. Sporenkapsels zijn in Nederland slechts één keer waargenomen. 

## Fotogalerij

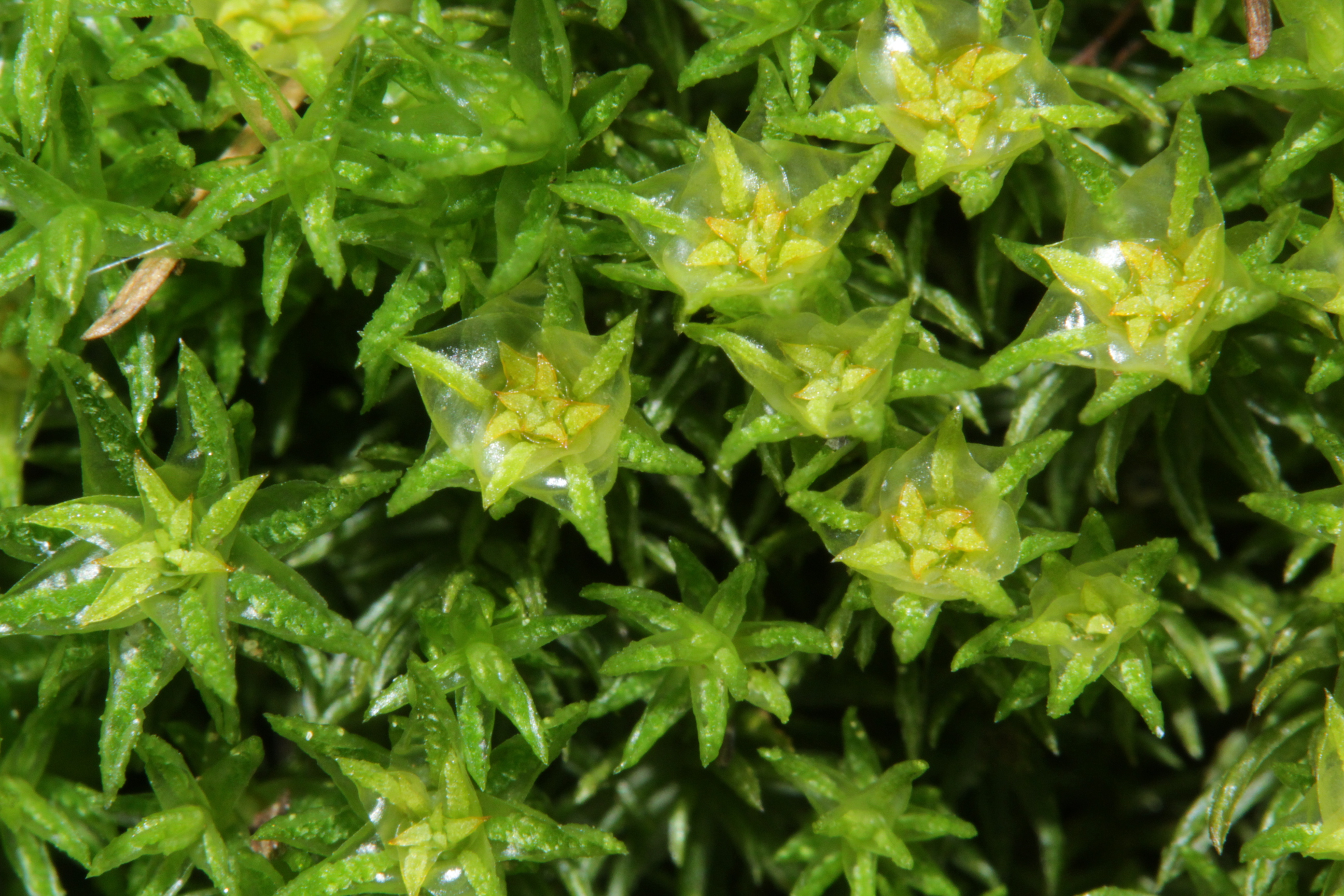
Bovenaanzicht
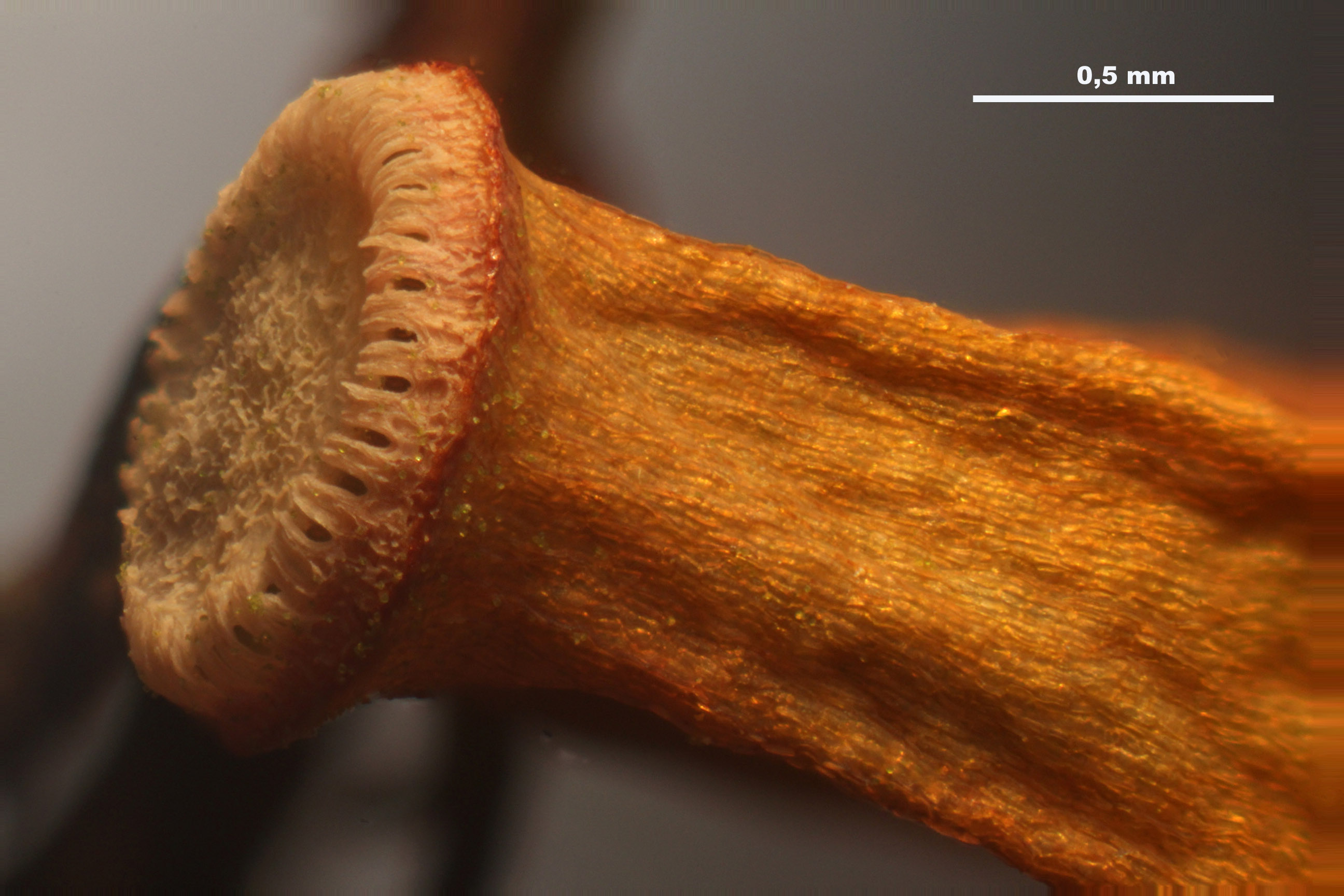
Sporenkapsel
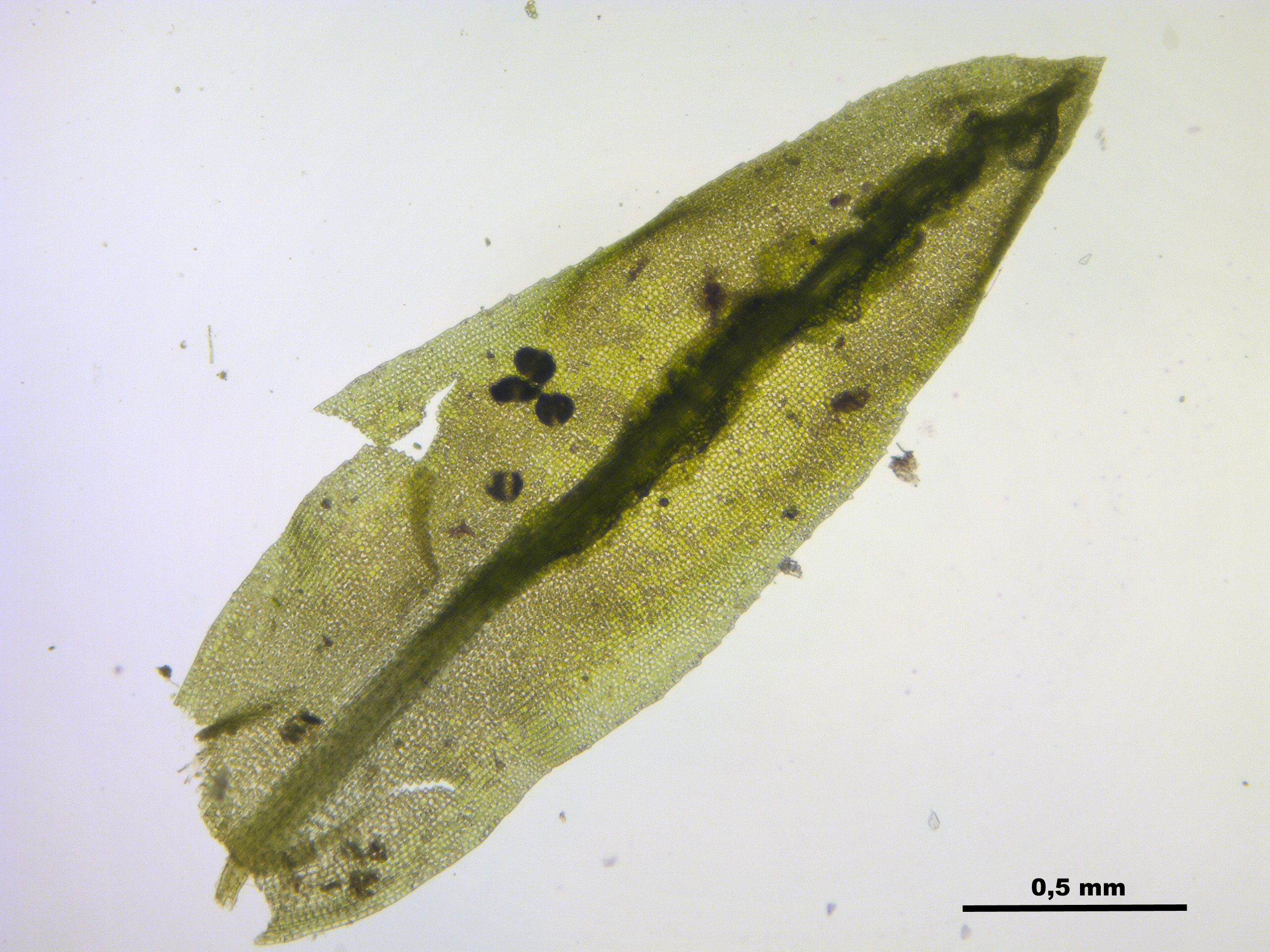
Blad
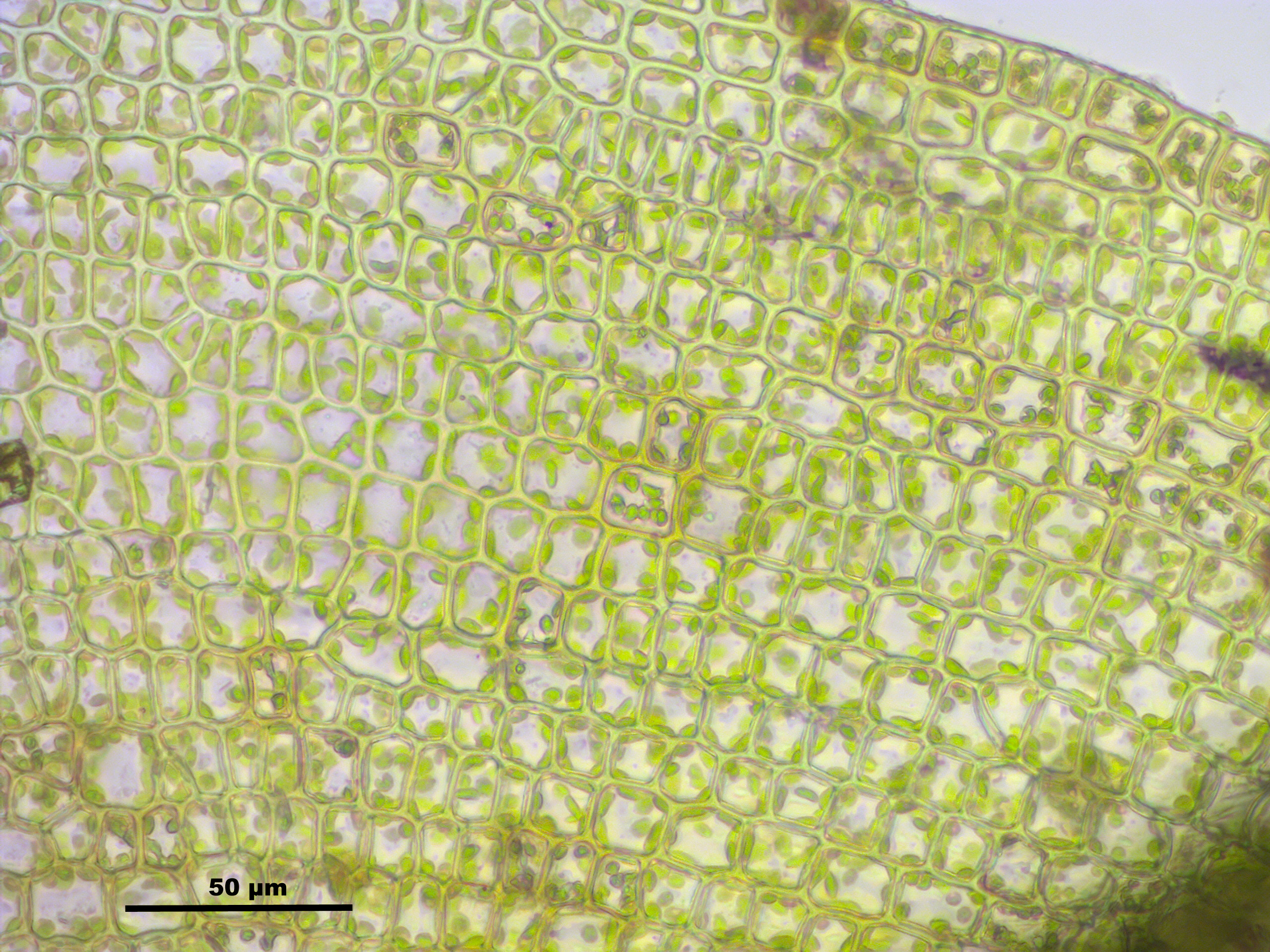
Bladcellen bladvoet
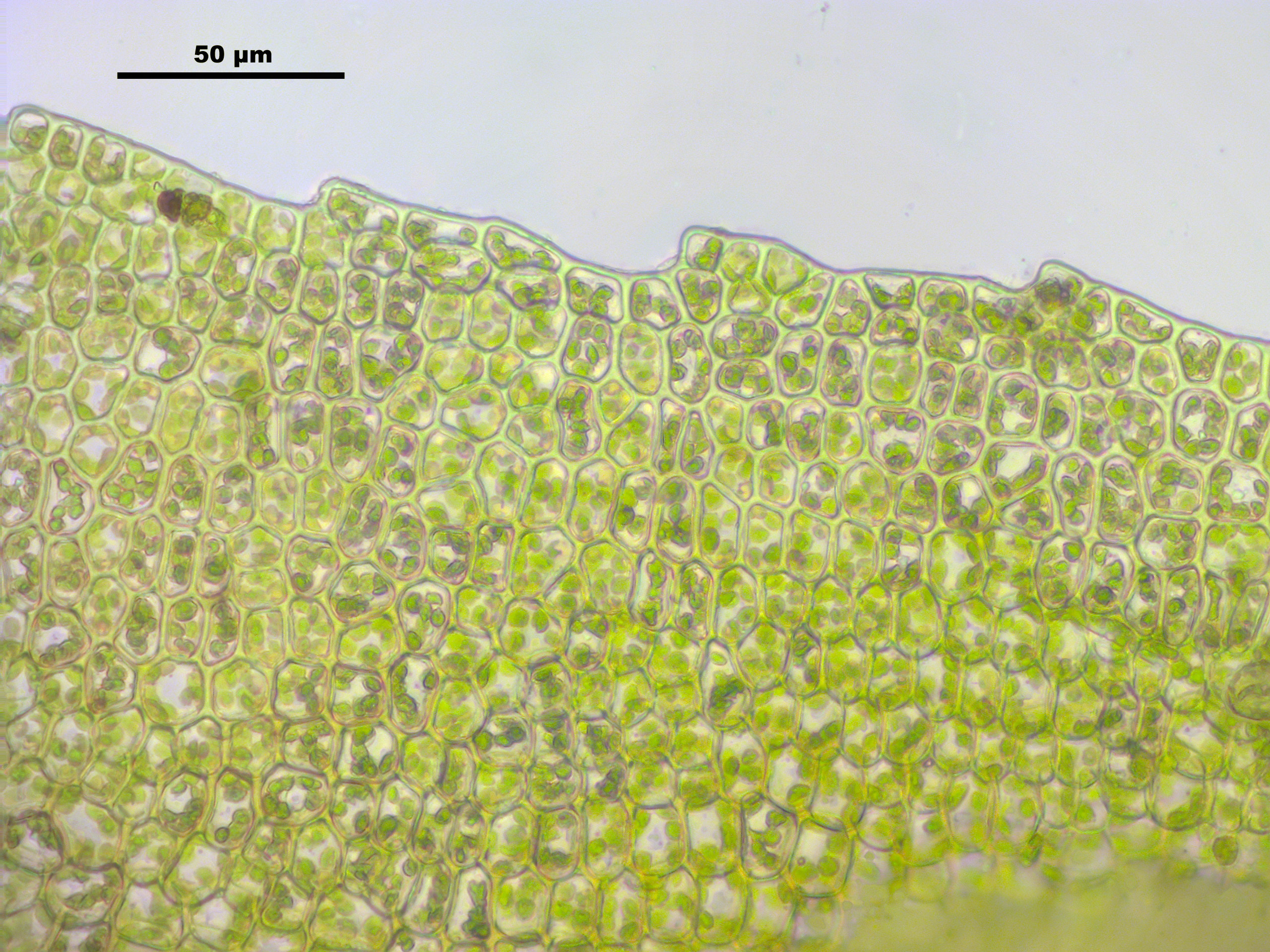
Bladcellen bladrand
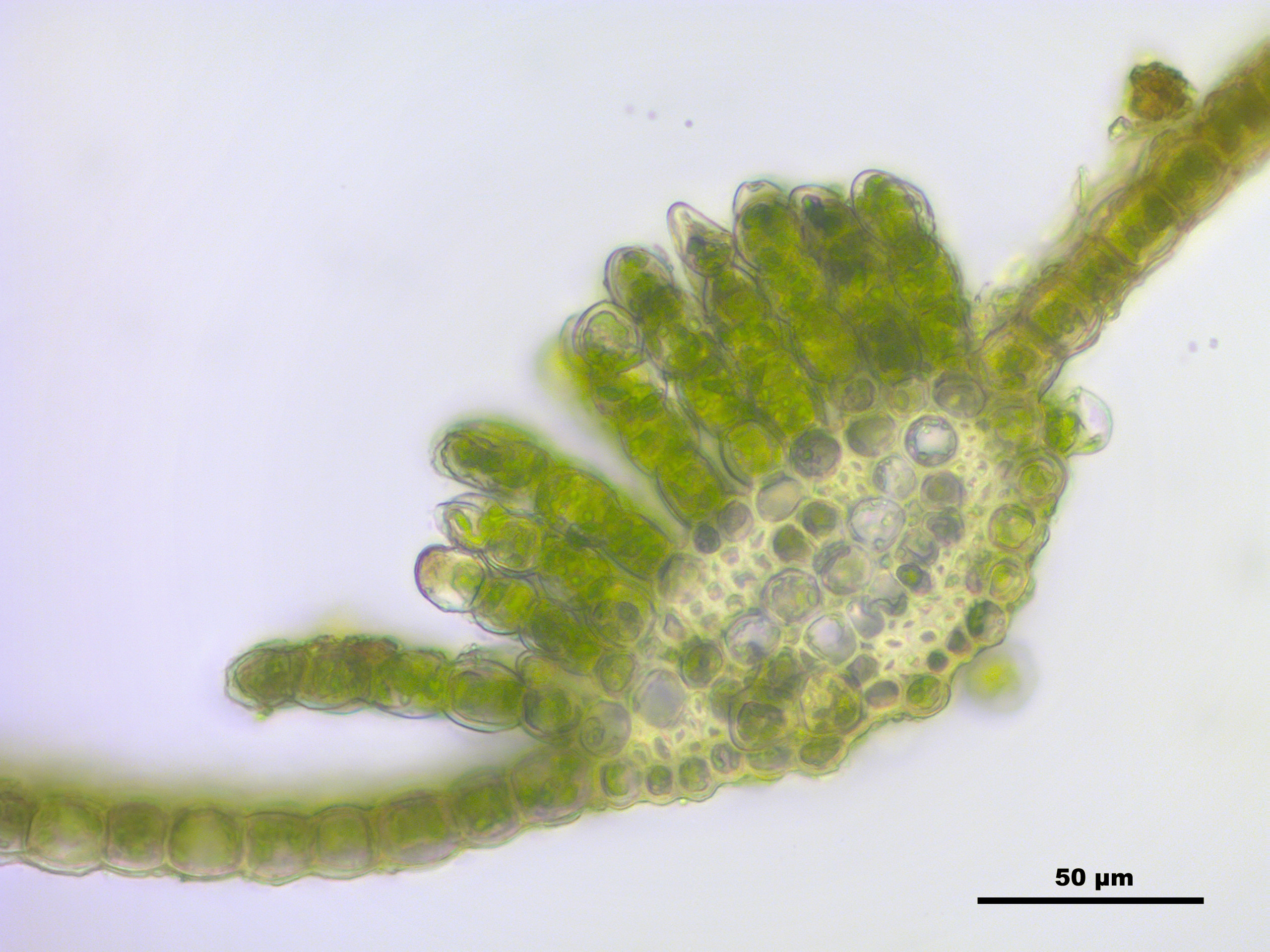
Doorsnede blad bij nerf
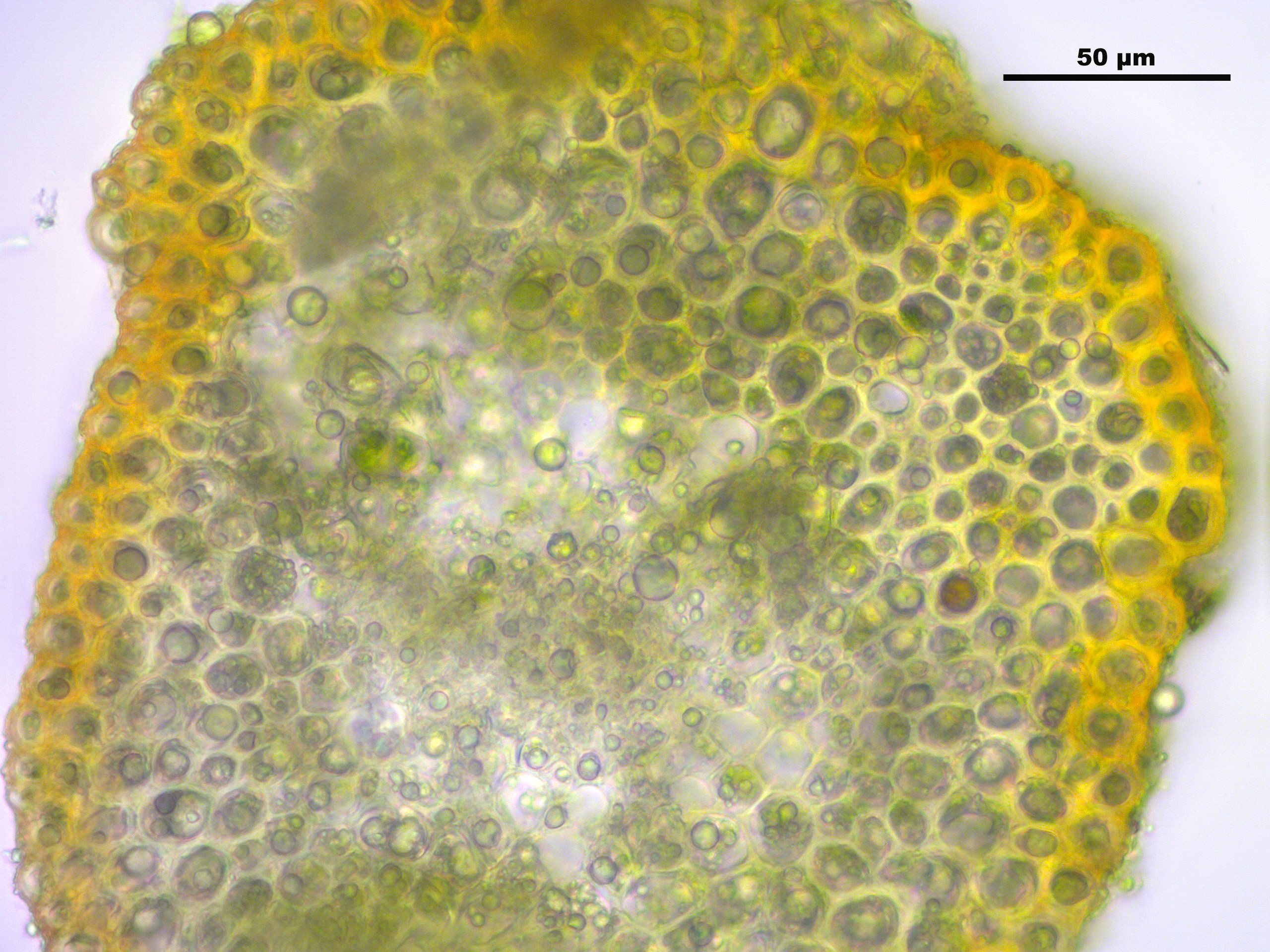
Doorsnede stengel
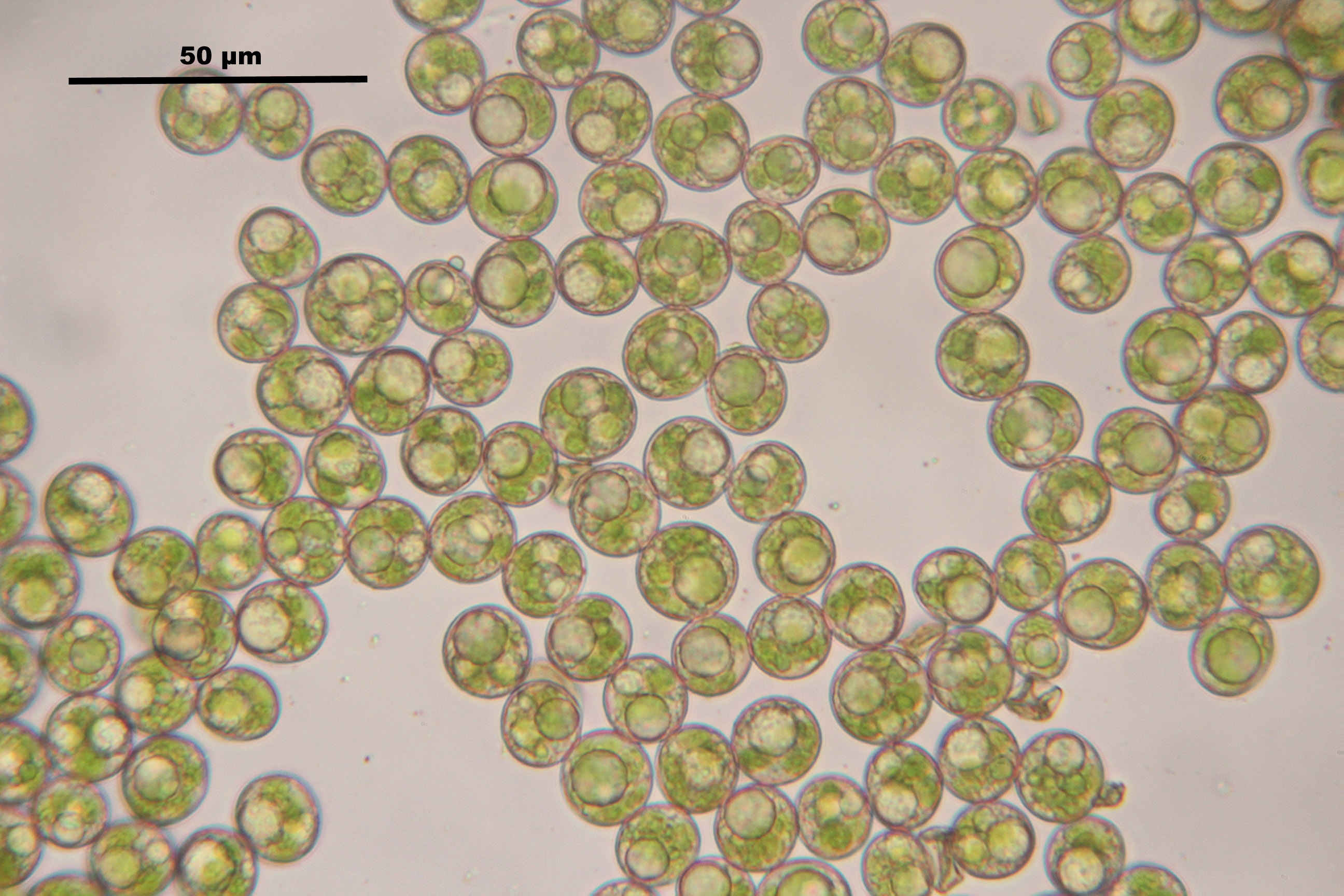
Sporen